# 유나 (말레이시아의 가수)
유나(Yuna, 1986년 11월 14일 ~ )는 말레이시아의 싱어송라이터이다.

## 음반 목록
- Decorate (2010)
- Yuna (2012)
- Terukir di Bintang (2012)
- Nocturnal (2013)
- Material (2015)
- Chapters (2016)
- Rouge (2019)